# Plagiodontia
Plagiodontia é um gênero de roedor da família Capromyidae.

## Espécies
- Plagiodontia aedium F. Cuvier, 1836
- †Plagiodontia araeum Ray, 1964
- †Plagiodontia ipnaeum Johnson, 1948
- †P. spelaeum